# Čínsko-sovětský konflikt (1929)
Čínsko-sovětský konflikt v roce 1929 byl ozbrojený menší střet mezi Sovětským svazem a Čínskou republikou. Důvodem bylo obsazení Čínské východní železniční tratě čínskou armádou, což vyvolalo sovětskou intervenci. V následném střetu vyhráli méně početní, ale lépe vyzbrojení sověti.